# The Discoverie of Witchcraft

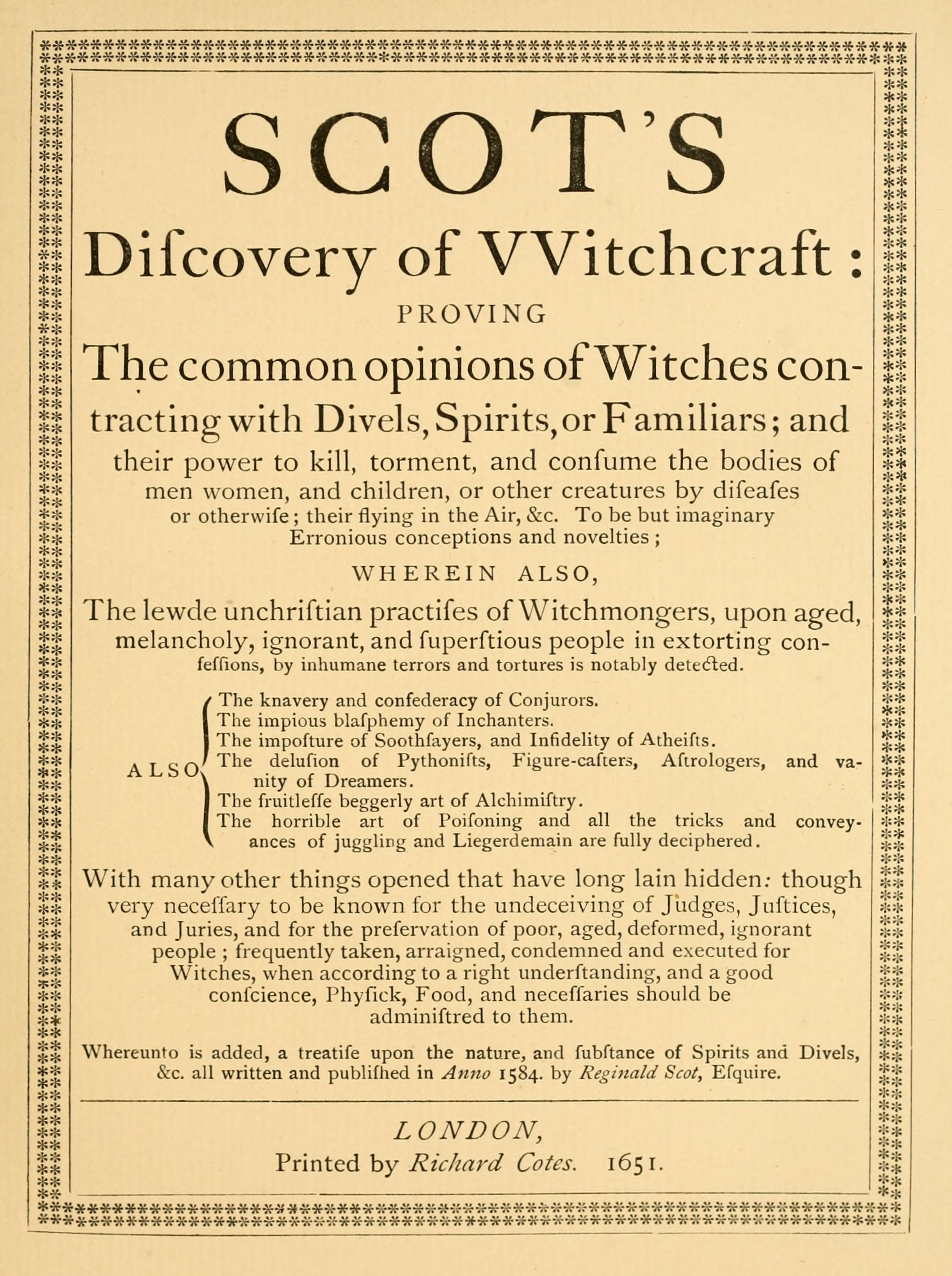
The Discoverie of Witchcraft
(strona tytułowa wydania z 1651 roku)

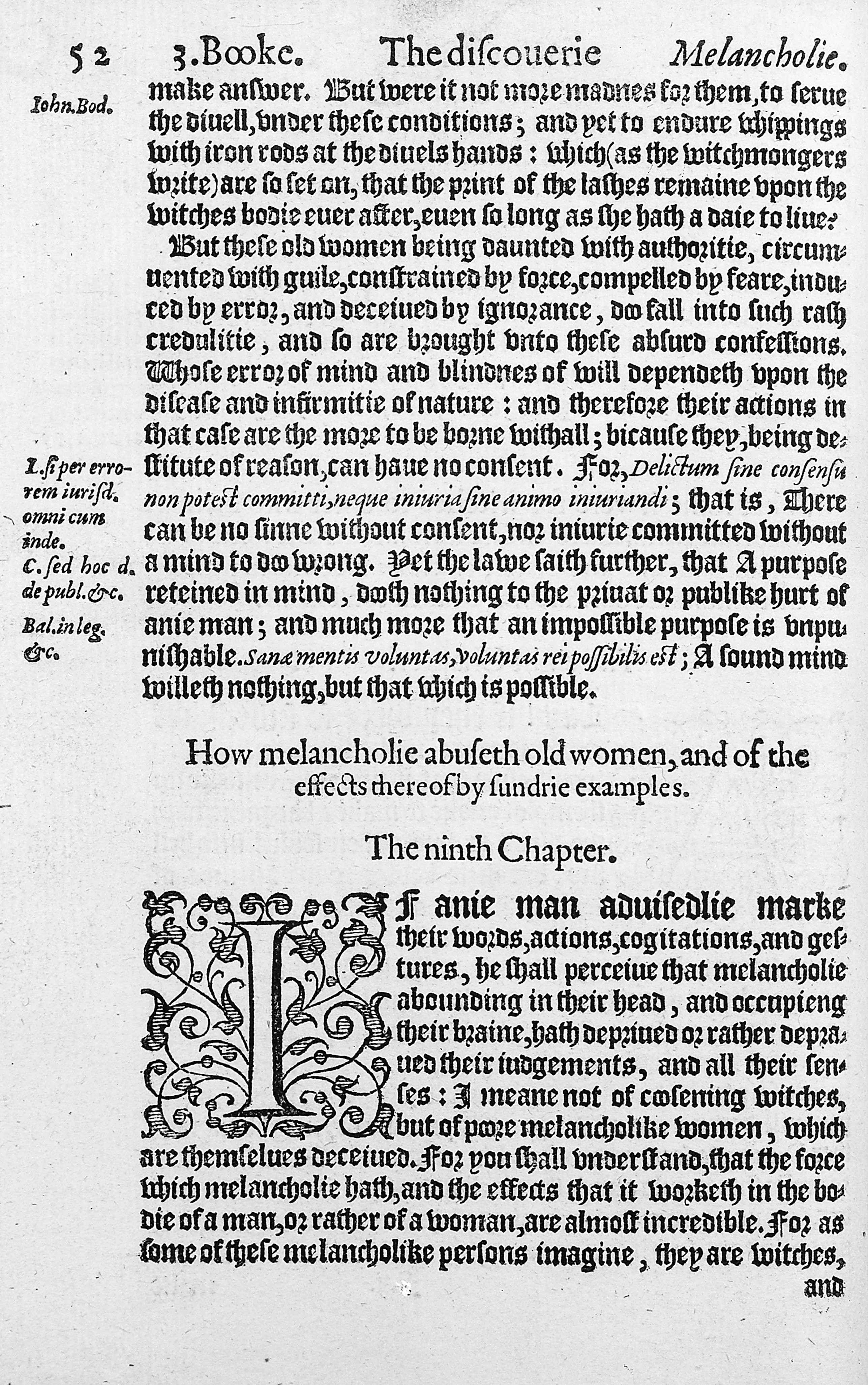
The Discoverie of Witchcraft
(fragment rozdziału IX)

The Discoverie of Witchcraft (tłum. Ujawnienie istoty czarownictwa) – książka Reginalda Scota z 1584 roku, w której autor zakwestionował istnienie czarownic i demonów. Była to także pierwsza anglojęzyczna praca opisująca techniki mentalizmu i iluzji.

Według Reginalda Scota ofiarami procesów o czary padały najczęściej otumanione i niegroźne starsze kobiety. Autor podzielił w swym dziele osoby oskarżane na cztery kategorie:
- Osoby, które zostały oskarżone o czary z zawiści lub niewiedzy;
- Osoby niezrównoważone i chore psychicznie, które uważały się za wspólniczki diabła (według Scota to one najczęściej opowiadały podczas procesu szczegółowo o swojej działalności, nie wyrządzały jednak nikomu realnej szkody);
- Osoby, które pragnęły szkodzić sąsiadom przy użyciu trucizny (te uznawane były przez Scota za prawdziwe czarownice, chociaż trucizna była według niego środkiem naturalnym, a nie środkiem magicznym przekazanym czarownicom przez diabła);
- Osoby, które próbowały przekonać innych o posiadaniu magicznych mocy (wędrowni kuglarze, czarodzieje).

Król Jakub I uznał dzieło Scota za zakazane. W 1597 roku potępił je w swoim traktacie pt. Daemonologie, a w roku 1603 nakazał spalić wszystkie jego kopie. 
Prawdopodobnie to właśnie poglądy Scota wywarły wpływ na skalę prześladowania czarownic w Anglii, gdzie nie było zakrojonych na szeroką skalę polowań na czarownice. Na argumenty podawane przez Scota powoływali się kolejni uczeni, m.in. angielski pastor Robert Burton (autor The Anatomy of Melancholy, 1621). Z The Discoverie of Witchcraft korzystał również William Szekspir pisząc Sen nocy letniej.
W roku 1609 praca Scota została przetłumaczona na język holenderski. Drugie jej wydanie w tym języku ukazało się w 1638 roku. W Anglii kolejne wydania książki ukazały się w 1651 i 1654 roku.